# Lista de bandeiras da Guiné Equatorial
Esta é uma lista de bandeiras usadas na Guiné Equatorial, na África.

## Bandeira nacional
| Bandeira | Data          | Uso                                    | Descrição |
| -------- | ------------- | -------------------------------------- | --- |
|          | 1979–presente | Bandeira do Estado da Guiné Equatorial | Uma bandeira tricolor horizontal de verde, branco e vermelho com um triângulo isósceles azul na lateral da haste e o brasão de armas da Guiné Equatorial centralizado na faixa branca. |

## Bandeiras de grupos étnicos
| Bandeira | Data | Uso                        | Descrição |
| -------- | ---- | -------------------------- | --- |
|          |      | Bandeira nacionalista bubi | Uma bandeira tricolor horizontal de azul, branco e verde com uma estrela preta de 4 pontas centralizada na faixa branca. |
|          |      | Bandeira tribal de bubi    | Há 9 listras horizontais alternando vermelho e verde no cantão, um triângulo branco com 2 ranhuras em um campo azul.     |

## Bandeiras do município
| Bandeira | Data | Uso                | Descrição                                |
| -------- | ---- | ------------------ | ---------------------------------------- |
|          |      | Bandeira de Malabo | Um campo ciano com um emblema no centro. |

## Bandeiras históricas
| Bandeira | Data                | Uso                                                                 | Descrição |
| -------- | ------------------- | ------------------------------------------------------------------- | --- |
|          | 1973–1979           | Terceira bandeira do Estado da Guiné Equatorial                     | Uma tricolor horizontal de verde, branco e vermelho com um triângulo isósceles azul baseado no lado da Talha e o emblema de Francisco Nguema centrado na faixa branca.                       |
|          | 1969-1973           | Segunda bandeira do Estado da Guiné Equatorial                      | Uma tricolor horizontal de verde, branco e vermelho com um triângulo isósceles azul baseado no lado da Talha e o brasão nacional da Guiné Equatorial centrado na faixa branca.               |
|          | 1968–1969           | Primeira bandeira do Estado da Guiné Equatorial                     | Uma tricolor horizontal de verde, branco e vermelho com um triângulo isósceles azul baseado no lado da Talha.                                                                                |
|          | 1945–1968           | Bandeira da Espanha Franquista                                      | É semelhante à bandeira anterior, mas com uma águia maior. |
|          | 1938–1945           | Bandeira da Espanha Franquista                                      | Tem três faixas horizontais: vermelha, amarela e vermelha, sendo a faixa amarela duas vezes mais larga que cada faixa vermelha com o brasão da águia franquista centrado em direção à talha. |
|          | 1936–1938           | Bandeira da Espanha Franquista                                      | Tem três faixas horizontais: vermelha, amarela e vermelha, sendo a faixa amarela duas vezes mais larga que cada faixa vermelha com o brasão centrado na faixa amarela.                       |
|          | 1931–1936           | Bandeira da Segunda República Espanhola                             | Uma tricolor horizontal de vermelho, amarelo e roxo com o brasão centrado na faixa amarela.                                                                                                  |
|          | 1873–1874           | Bandeira da Primeira República Espanhola                            | Tem três faixas horizontais: vermelha, amarela e vermelha, sendo a faixa amarela duas vezes mais larga do que cada faixa vermelha com o brasão centrado na direcção do guincho.              |
|          | 1827–1858           | Bandeira do Reino Unido (domínio britânico em Bioco)                | Uma sobreposição das bandeiras de Inglaterra e Escócia com a Bandeira de São Patrício (representando a Irlanda).                                                                             |
|          | 1808–1813           | Bandeira da Espanha bonapartista                                    | Um campo branco com o brasão real centrado em direção à talha. |
|          | 1808–1813           | Bandeira do Primeiro Império Francês                                | Uma tricolor vertical de azul, branco e vermelho. |
|          | 1785–1873 1874–1931 | Bandeira do Reino de Espanha                                        | Tem três faixas horizontais: vermelho, amarelo e vermelho, sendo a faixa amarela duas vezes mais larga do que cada faixa vermelha com o brasão real centrado em direção à talha.             |
|          | 1662–1664           | Statenvlag                                                          | Uma tricolor horizontal de vermelho, branco e azul claro. |
|          | 1641–1649 1662–1664 | Bandeira do Príncipe (durante as ocupações Neerlandesas de Annobón) | Um tricolor horizontal de laranja, branco e azul. |
|          | 1580–1785           | Bandeira do Império Espanhol                                        | Um vermelho sautora assemelhando-se a dois ramos cruzados, grosseiramente podados (com nós), num campo branco.                                                                               |
|          | 1578–1580           | Bandeira do Reino de Portugal                                       | Um campo branco com o brasão de armas no centro. |
|          | 1521–1578           | Bandeira do Reino de Portugal                                       | Um campo branco com o brasão de armas no centro. |
|          | 1495–1521           | Bandeira do Reino de Portugal                                       | Um campo branco com o brasão de armas no centro. |
|          | 1485–1495           | Bandeira do Reino de Portugal                                       | Cinco escudos azuis cada um carregado com 5 besantes em um campo branco, vermelho com 7 castelos amarelos.                                                                                   |
|          | 1472–1485           | Bandeira do Reino de Portugal                                       | Cinco escudos azuis, cada um com um número indeterminado de bezantes num campo branco, vermelho com castelos amarelos e uma cruz verde da ordem de Aviz.                                     |